# Louis Stanislas Marin-Lavigne
Louis Stanislas Marin-Lavigne, né à Paris 5e le 12 avril 1797 et mort à Paris 6e le 6 avril 1860, est un artiste peintre et lithographe français.

## Biographie
Louis Stanislas Marin dit Lavigne naît à Paris en 1797. Il devient élève entre 1814 et 1819 aux Beaux-arts de Paris où il a comme professeurs Girodet et Horace Vernet.
Il expose au Salon de Paris à partir de 1827, et ce, régulièrement, jusqu'en 1859. Ses premiers travaux sont des lithographies qu'il semble avoir commencé de produire dès 1824 ; son atelier se situe longtemps au 78 du quai de la Mégisserie. Ses thèmes de prédilection sont l'histoire militaire et Napoléon Bonaparte. Il a traduit sur la pierre de nombreux peintres parmi ses contemporains et produit quelques portraits dessinés d'après nature. En 1837, il obtient au Salon la médaille de 3e classe en lithographie et en 1840, il reçoit la médaille de deuxième classe.
Il a collaboré à plusieurs albums dont la Galerie lithographie du duc d'Orléans (édité par Charles Motte, 1827), L'Histoire du Palais-Royal (C. Motte, 1834), La Galerie des représentants du peuple (sous la direction d'Émile Desmaisons, 1848).
Ses travaux sont salués par la presse spécialisée de son temps. Marin-Lavigne travaille avec les imprimeries Lemercier et Bulla aîné & Eugène Jouy. Il participe à la décoration intérieure du château d'Augerville, sous la direction de Pierre-Antoine Berryer (après 1825).
Il meurt en 1860, en son domicile parisien du 27, rue Saint-André-des-Arts. Il est inhumé le lendemain au cimetière du Montparnasse (6e division). Le 13 janvier 1861 est annoncée, à la suite de son décès, la vente de ses collections de médailles, de porcelaines et de tableaux, rue Drouot.

## Collections
- Avant le départ du Croisé : l'invocation aux aïeux[9], aquarelle, s.d., Dijon, musée Magnin
- Enfant agenouillé[10], aquarelle, s.d., Lille, Palais des Beaux-Arts